# Edie McClurg
Edie McClurg (* 23. červenec 1951, Kansas City, Missouri, USA) je americká stand-up herečka, zpěvačka, hlasová umělkyně známá svou energickou hornostředozápadní americkou angličtinou. Účinkovala v téměř 90 filmech a v 55 televizních seriálech.

## Filmografie
výběr

### Film
- 1976: Carrie
- 1980: Cheech & Chong
- 1980: Oh, God!
- 1982: Eating Raoul
- 1984: Cheech & Chong
- 1986: Ferris Bueller's Day Off
- 1987: Planes, Trains & Automobiles
- 1988: Elvira
- 1991: Curly Sue
- 1994: Natural Born Killers
- 1997: Flubber
- 1998: Guru
- 2006: Cars (hlas Minny)
- 2009: Fired Up! (Ms. Klingerhoff)
- 2011: Auta 2 (hlas Minivan Minnie)

### Televize
- 1977: The Kallikaks
- 1985–1989: Small Wonder
- 1986–1991: Hogan-Clan
- 1991: Golden Girls
- 1995: Caroline in the City
- 1997: Melrose Place
- 1997–2000: Nash Bridges